# Counter-Strike 2
Counter-Strike 2 е тактическа игра със стрелба от първо лице от 2023 г., разработена и публикувана от Valve. Тя е петата игра в поредицата Counter-Strike. Играта е обявена на 22 март 2023 г. и е публикувана на 27 септември 2023 г. за Windows и Linux, заменяйки Global Offensive в Steam.

## Разработваневане
Valve разработва Counter-Strike 2 с игровия двигател Source 2 като актуализация на Counter-Strike: Global Offensive.